# Stoned Jesus
Stoned Jesus est un groupe ukrainien de stoner metal, originaire de Kiev. Formé en 2009, le groupe comprend Igor Sydorenko à la guitare, Serhiy Sljussar à la basse et Victor Kondratov à la batterie. Le nom du projet rend un hommage humoristique au cliché rattaché au genre du stoner.

## Histoire

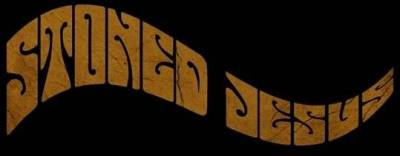
Ancien logo.

La première démo est réalisée début 2009, lorsque Igor décide de s’essayer à une musique plus brutale. Avec la sortie de la démo suivante Occult / Black Woods, le style du projet s'oriente vers le stoner / doom - inspiré par des groupes tels que Black Sabbath, Sleep ou encore Electric Wizard. Cela est suivi en 2010, par leur premier album, First Communion. L'album reçoit des critiques généralement positives, et le groupe se fait une certaine notoriété dans le milieu underground,,.
En novembre 2010, Nick et Alex quittent le groupe, par manque d’intérêt selon la déclaration d'Igor sur son blog[réf. nécessaire]. Rejoint par Vadim et le bassiste Sergey, Igor travaille sur un nouvel EP appelé Stormy Monday qui sort en 2011. En 2012, le groupe sort son deuxième album studio, Seven Thunders Roar. Grâce à cet album, il attire l'attention, notamment avec le morceau I'm the Mountain, qui a en mai 2018 dépassé les dix millions de vues sur YouTube. Le groupe se retire ensuite en studio pour sortir l'EP Electric Mistress en 2013. Puis, il revient en 2015 avec son troisième album studio The Harvest. En 2016, ils jouent au Hellfest. En janvier 2017, ils deviennent le premier groupe ukrainien à tourner en Amérique du Sud, jouant au Chili, en Argentine et au Brésil. En 2018, le groupe signe avec le label Napalm Records.

## Discographie

### Albums studio
- 2010 : First Communion
- 202 : Seven Thunders Roar
- 2013 : The Seeds vol. I
- 2015 : The Harvest
- 2016 : The Seeds vol. II
- 2018 : Pilgrims
- 2023 : Father Light

### EP
- 2011 : Stormy Monday

### Single
- 2013 : Electric Mistress